# Ordinary researchers
Ordinary_researchersは、東京大学の研究不正が疑われる医学・生命科学系の論文22報を2016年8月に告発した匿名の個人またはグループの名称である。

## 活動内容
まず、2016年8月14日付の告発文で、 東京大学の医学系教授が主催する4研究室の計11報の論文について告発を行った。告発文によると、東京大学、文部科学省、厚生労働省、JST、JSPS、AMED、内閣府、掲載学術誌の編集部、APRIN、日本分子生物学会、日本生化学会、マスコミ各社に告発文を送付したとされている。告発文は70ページ弱で、2003年から2015年の間にNature誌、Cell誌、The New England Journal of Medicine誌などの世界最高峰のジャーナルに掲載された論文の画像やグラフに不自然な点があることを具体的に指摘した。告発文には被告発者の実名が名指しされている。被告発者4名のうち3名は紫綬褒章受章者である。告発文では、この論文の研究に巨額の公的予算が投入されていること、大きな社会問題に発展する可能性があることが指摘されている。「常習性、頻度、公正性、論文の与える影響の深刻さ等を鑑み、もはや看過すべきではない」と記載されている。
次に、2016年8月29日付の告発文で、 東京大学の医学系教授および分子細胞生物学研究所教授が主催する2研究室の計11報の論文について新たに告発を行った。告発文によると、東京大学、文部科学省、厚生労働省、JST、JSPS、AMED、内閣府、掲載学術誌の編集部、マスコミ各社に告発文を送付したとされている。告発文は40ページ弱で、2005年から2016年の間にNature誌、Science誌、Cell誌などの世界最高峰のジャーナルに掲載された論文の画像やグラフに不自然な点があることを具体的に指摘した。告発文には被告発者の実名が名指しされている。ディオバン事件に関与した教授が事件以降に発表した論文が告発対象に含まれており、不自然な点を見つけたことに「大きな驚きと戸惑いを覚える」と記載されている。

## 告発が周知された経緯
Ordinary_researchersは11jigenのブログのようなウェブサイトを作成しておらず、告発文は一般大衆には直接提示されていない。しかしながら、日本を含めた世界各国のマスメディアから繰り返し報道され、元東京大学医学系教授や世界変動展望が告発文をウェブサイトに公開し、そのサイトのリンクをScience誌が報じたことにより、告発文は告発後一ヶ月で世界的に公然のものとなった。

## 東大の調査開始から調査結果発表までの経緯
2016年9月20日に、東京大学は、予備調査を終了し、本格的な調査を行なうことを明らかにした。
2016年10月12日に、参議院議員の櫻井充は、参議院議長への質問主意書において、東京大学の調査範囲と調査委員選考について質問し、2015年年初に匿名Aによって告発され不正なしと判断された研究者とOrdinary_researchersが告発した研究者に重複があることを指摘した。
2016年10月25日に、参議院議員の足立信也は、参議院の厚生労働委員会において、疑義がかけられているアディポロンの研究に関して東京大学と理化学研究所が共同して特許を申請していることを指摘し、理化学研究所の責任について質問した。尚、理化学研究所でアディポロンの研究に共同研究者として関わった研究者は、過去に400億円以上の公的研究費を交付されている。
2016年11月8日に、松野博一文部科学大臣の記者会見において、東京大学医科学研究所の別の論文1報について研究不正の告発がなされた報道が直前にあったことを受け、Ordinary_researchersの告発についても質問がなされた。
2017年6月20日に、東京大学分子細胞生物学研究所教授が主催する研究室の計5報の論文について不正行為を認定する報告書案を東大がまとめたことが報道された。被告発者である分子細胞生物学研究所教授は、調査委員会に不正と認定された事項に関しての解説を自作のウェブサイトで公開した。

## 東大の調査結果発表およびそれに対する反応
2017年8月1日に、東京大学は、分子細胞生物学研究所教授が主催する研究室の計5報の論文について不正行為を認定し、医学系教授が主催する5研究室の論文については全て不正行為を認定しなかったことを発表した。117ページの調査報告書は、大部分が黒塗りの状態で後日公開されている。アディポネクチンの受容体AdipoR1とAdipoR2をFACSを用いた発現クローニングで同定したとされるNature論文については、13年前に訂正公告を出したことを理由にし、調査をしていなかった。不正を行った当事者としては分子細胞生物学研究所の教授と助教の二名の実名が提示され、その実名は一般に報道された。記者会見においては、全て不正なしとした医学系の調査に対して、『まちがってデータが重複したというのならば、まだわかる。しかし、足して2で割るのはわざわざしないとできないのではないか』などの指摘がメディアからなされた。医学系の調査において提出された生データが最近になって改ざんされた可能性については、東京大学は、『実験ノートの古さなどから』判断したと回答した。分子細胞生物学研究所の教授は2018年2月28日に退職した。東京大学は2018年4月27日に分子細胞生物学研究所の教授を懲戒解雇相当に当たると発表した。退職済のため人事的な効力はなく、退職金の支給額に影響を与えただけだが、東京大学は厳正な対応をしたとしている。
東京大学の発表を受け、Ordinary_researchersはNHKとScience誌の取材に回答した。東大の分子細胞生物学研究所に対する調査については賞賛した。医学系に対する調査については『どのような検証が行われたのかが具体的にはほとんど公表されておらず、科学コミュニティの第三者が疑義について検証することができない』と指摘した。
近畿大学の病理医である榎木英介講師は、ディオバン事件において東大の調査委員会に留意と不断の改善努力を言い渡されながらも本件で再び不正なしと認定された東大医学部循環器内科の教授について、もう次はないことを自覚するよう促した。
日経新聞は、東大医学部の5教授が不正なしとされたことについて、調査報告は評判が悪く、東大は有力者に忖度して不正調査を行ったのではないかと主張する記事を配信した。
2017年12月10日に、日本放送協会の稲垣雄也らがOrdinary_researchersの告発を受けて作成したテレビ番組『追跡 東大研究不正～ゆらぐ科学立国ニッポン～』がNHKスペシャルとして放送された。

## 評価
日本経済新聞は、論文のグラフからベクトルデータを抽出することで不自然な点を見つけたOrdinary_researchersの指摘方法は新手法であると評価する記事を配信した。また、「この方法が知れ渡り、過去の論文を調べられたら、恐ろしいことになると思う」という告発状受理者の意見を掲載した。
科学ライターの詫摩雅子は、Ordinary_researchersの新手法の指摘方法はコロンブスの卵だと評価する記事を発表した。

## 特記事項
- 告発文にOrdinary_researchersのメールアドレスが記載されている[8]。
- 一部の論文については告発前の時点でPubPeerに指摘がなされている。Ordinary_researchersはPubPeerの指摘をしたのは自分であることを告発文で明かしている[8][9]。
- 2017年10月16日に、浜松医科大学の研究者らが2017年に発表したNature Communications誌の論文について具体的にデータの疑義を呈する告発文が101010huncという匿名アカウントのflickrに掲載された[48]。告発文には文部科学省やマスコミなどに告発文を送付する旨が記載されており、告発者は「Ordinary_researchers2」を名乗っていた。浜松医科大学は、2017年12月22日に、この論文についての調査を開始したことを明らかにした[49]。2018年5月11日に、誤りや不適切な調整が存在することは認めたものの、特定不正行為は無かったと発表した[50]。

## 22報の一覧
| ##   | 掲載誌       | 論文発表年 | DOI                        | Ordinary_researchersが告発した日付 | 著者の主な所属               | 著者の主な受賞歴 |
| ---- | ------------ | ---------- | -------------------------- | ---------------------------------- | ---------------------------- | ---------------- |
| ##1  | Nature       | 2003       | 10.1038/nature01705        | 2016.08.14                         | 東京大学医学部               | 紫綬褒章         |
| ##2  | Nat Med      | 2007       | 10.1038/nm1557             | 2016.08.14                         | 東京大学医学部               | 紫綬褒章         |
| ##3  | Diabetologia | 2008       | 10.1007/s00125-008-0944-9  | 2016.08.14                         | 東京大学医学部               | 紫綬褒章         |
| ##4  | Nature       | 2010       | 10.1038/nature08991        | 2016.08.14                         | 東京大学医学部               | 紫綬褒章         |
| ##5  | Cell Metab   | 2011       | 10.1016/j.cmet.2011.02.010 | 2016.08.14                         | 東京大学医学部               | 紫綬褒章         |
| ##6  | Diabetologia | 2012       | 10.1007/s00125-012-2711-1  | 2016.08.14                         | 東京大学医学部               | 紫綬褒章         |
| ##7  | Nature       | 2013       | 10.1038/nature12656        | 2016.08.14                         | 東京大学医学部               | 紫綬褒章         |
| ##8  | Nat Med      | 2011       | 10.1038/nm.2337            | 2016.08.14                         | 東京大学医学部               | 紫綬褒章         |
| ##9  | N Engl J Med | 2013       | 10.1056/NEJMoa1212115      | 2016.08.14                         | 東京大学医学部               | 紫綬褒章         |
| ##10 | Nat Med      | 2014       | 10.1038/nm.3432            | 2016.08.14                         | 東京大学医学部               | 学士院賞         |
| ##11 | Cell         | 2015       | 10.1016/j.cell.2015.10.013 | 2016.08.14                         | 東京大学医学部               | 学士院賞         |
| ##12 | Nat Commun   | 2016       | 10.1038/ncomms11635        | 2016.08.29                         | 東京大学医学部               | 高峰譲吉賞       |
| ##13 | Int Heart J  | 2016       | 10.1536/ihj.15-332         | 2016.08.29                         | 東京大学医学部               | 高峰譲吉賞       |
| ##14 | Sci Rep      | 2015       | 10.1038/srep14453          | 2016.08.29                         | 東京大学医学部               | 高峰譲吉賞       |
| ##15 | Sci Rep      | 2016       | 10.1038/srep25009          | 2016.08.29                         | 東京大学医学部               | 高峰譲吉賞       |
| ##16 | Cell         | 2005       | 10.1016/j.cell.2005.09.013 | 2016.08.29                         | 東京大学分子細胞生物学研究所 | 朝日賞           |
| ##17 | Nature       | 2008       | 10.1038/nature07217        | 2016.08.29                         | 東京大学分子細胞生物学研究所 | 朝日賞           |
| ##18 | Science      | 2010       | 10.1126/science.1194498    | 2016.08.29                         | 東京大学分子細胞生物学研究所 | 朝日賞           |
| ##19 | NCB          | 2010       | 10.1038/ncb2052            | 2016.08.29                         | 東京大学分子細胞生物学研究所 | 朝日賞           |
| ##20 | Nature       | 2011       | 10.1038/nature10179        | 2016.08.29                         | 東京大学分子細胞生物学研究所 | 朝日賞           |
| ##21 | EMBO Rep     | 2011       | 10.1038/embor.2011.188     | 2016.08.29                         | 東京大学分子細胞生物学研究所 | 朝日賞           |
| ##22 | Science      | 2015       | 10.1126/science.aaa2655    | 2016.08.29                         | 東京大学分子細胞生物学研究所 | 朝日賞           |